# Palazzo dello Strozzino
Il palazzo dello Strozzino è un edificio storico del centro di Firenze, situato tra piazza Strozzi 2, via degli Anselmi 3r, 5r e 7r, via de' Sassetti 1 e piazza de' Davanzati 9r. In parte demolito nell'Ottocento, vi venne realizzata un'opera comunque importante dell'architettura del primo Novecento, il teatro Odeon, utilizzato fino al 2022 come sala cinematografica. A partire da fine 2023 è stata aperta una libreria. 
Il palazzo appare nell'elenco redatto nel 1901 dalla Direzione Generale delle Antichità e Belle Arti, quale edificio monumentale da considerare patrimonio artistico nazionale.

## Storia

### Gli Strozzi

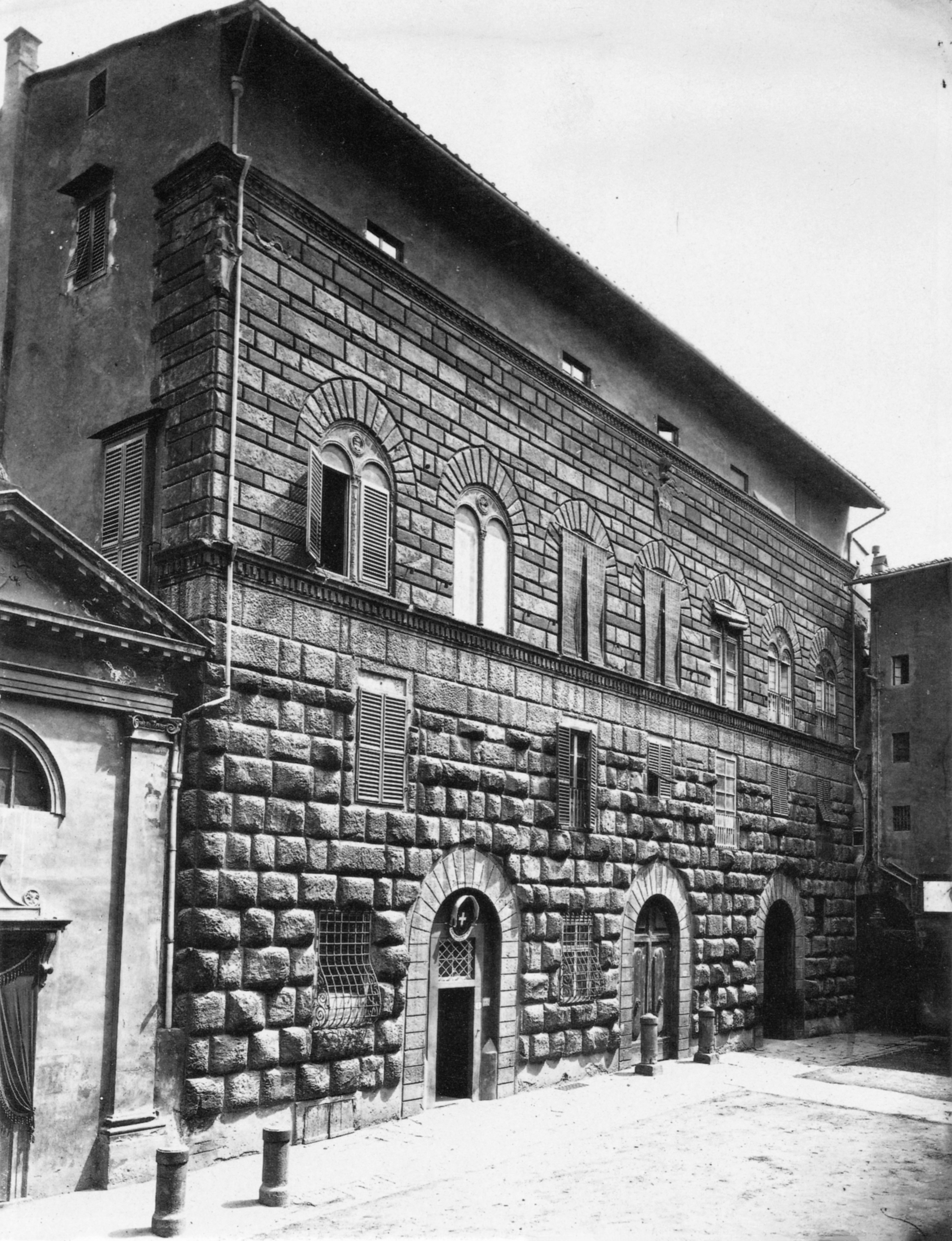
Il palazzo prima dei restauri ottocenteschi

La maggior parte delle case intorno alla piazza e nel corso degli Strozzi, fino via Monalda e nei pressi della chiesa di Santa Maria degli Ughi, appartenevano alla famiglia Strozzi. Dopo il monumentale palazzo Strozzi, la residenza più bella era il palazzo detto "Lo Strozzino", che tra l'altro era più antico, e venne in seguito così chiamato per distinguerlo da quello più famoso, situato di fronte, ed anche perché fu la residenza di rami secondari rispetto a quello principale di Filippo Strozzi il Vecchio.
Viene anche chiamato palazzo delle Tre Porte per via dei tre portali sulla facciata principale che ancora oggi si vedono. Fu Palla di Palla Strozzi (detto comunemente Palla Novello), cugino del più famoso Palla di Noferi Strozzi esiliato nel 1434, ad acquistare a più riprese alcune case in questo isolato e, nel 1451, la piazza delle Marmora dal Comune (detta così perché vi si depositavano forse marmi di spoglio dal vicino foro romano di Firenze), su cui i suoi figli Agnolo e Carlo fecero poi erigere il palazzo dello Strozzino.

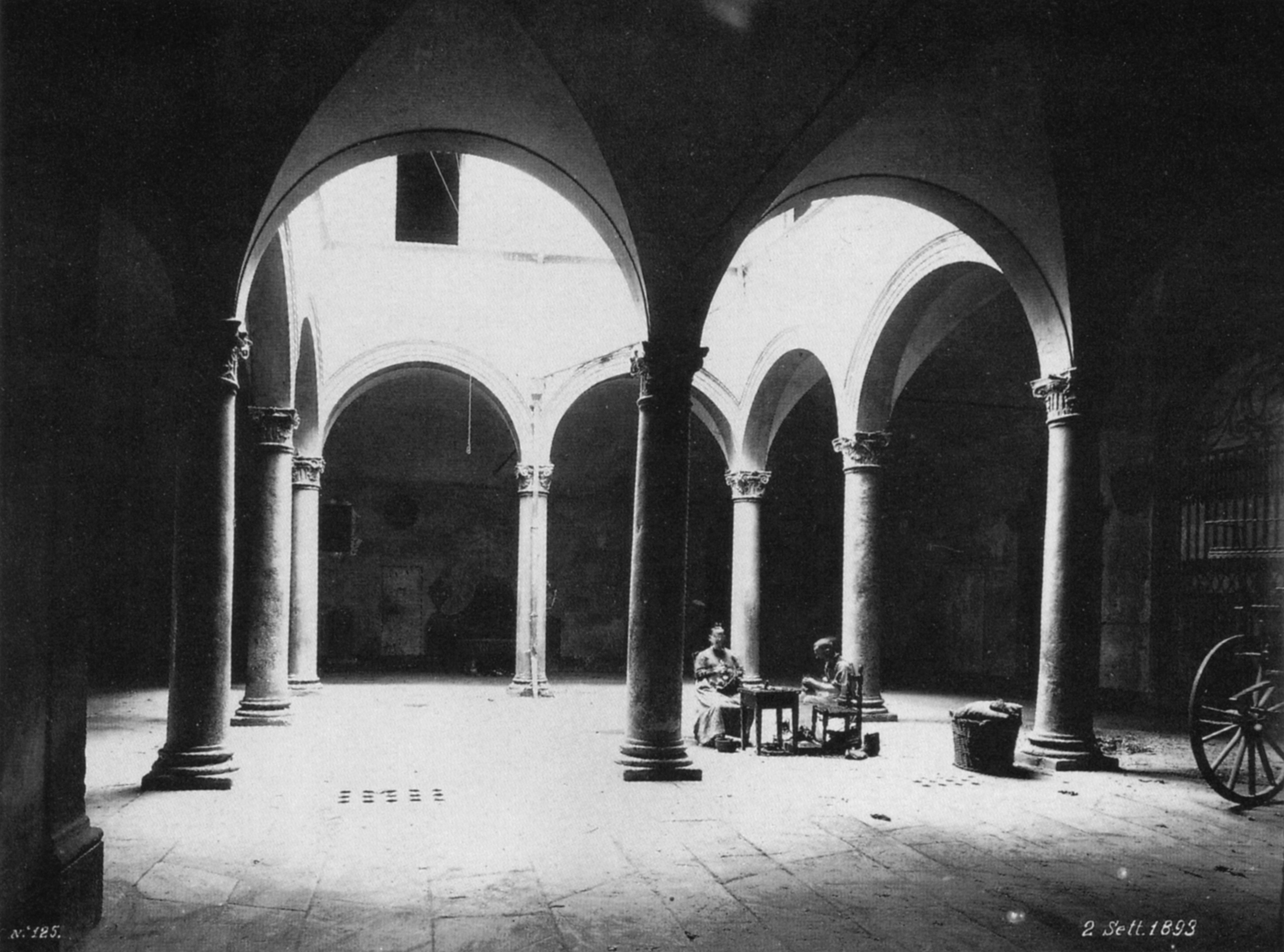
Il cortile rinascimentale

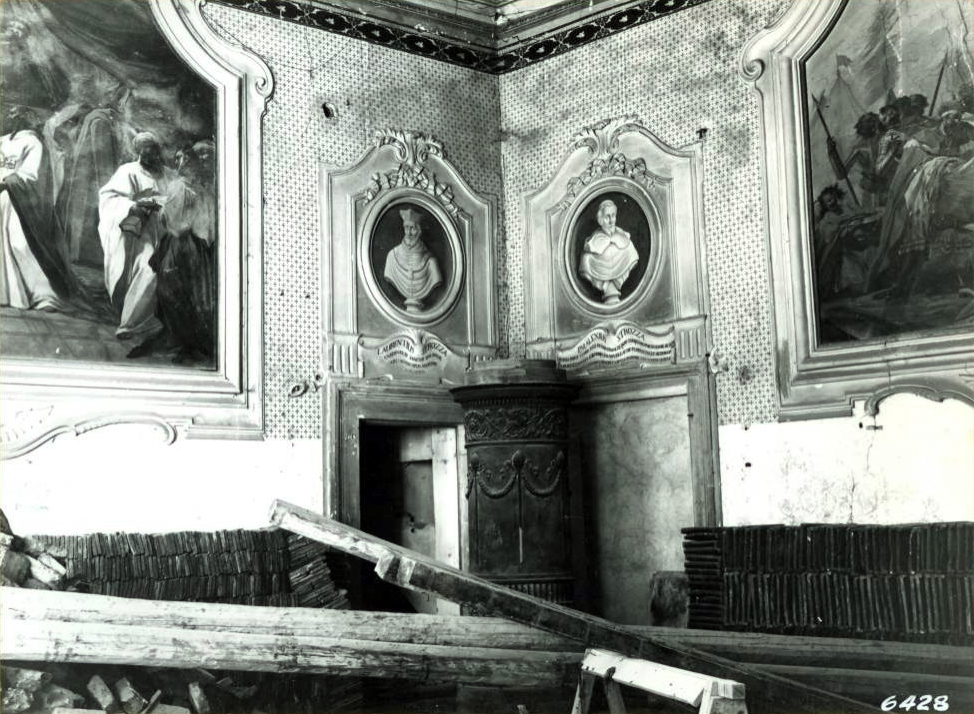
Il salone con gli affreschi di Matteo Bonechi

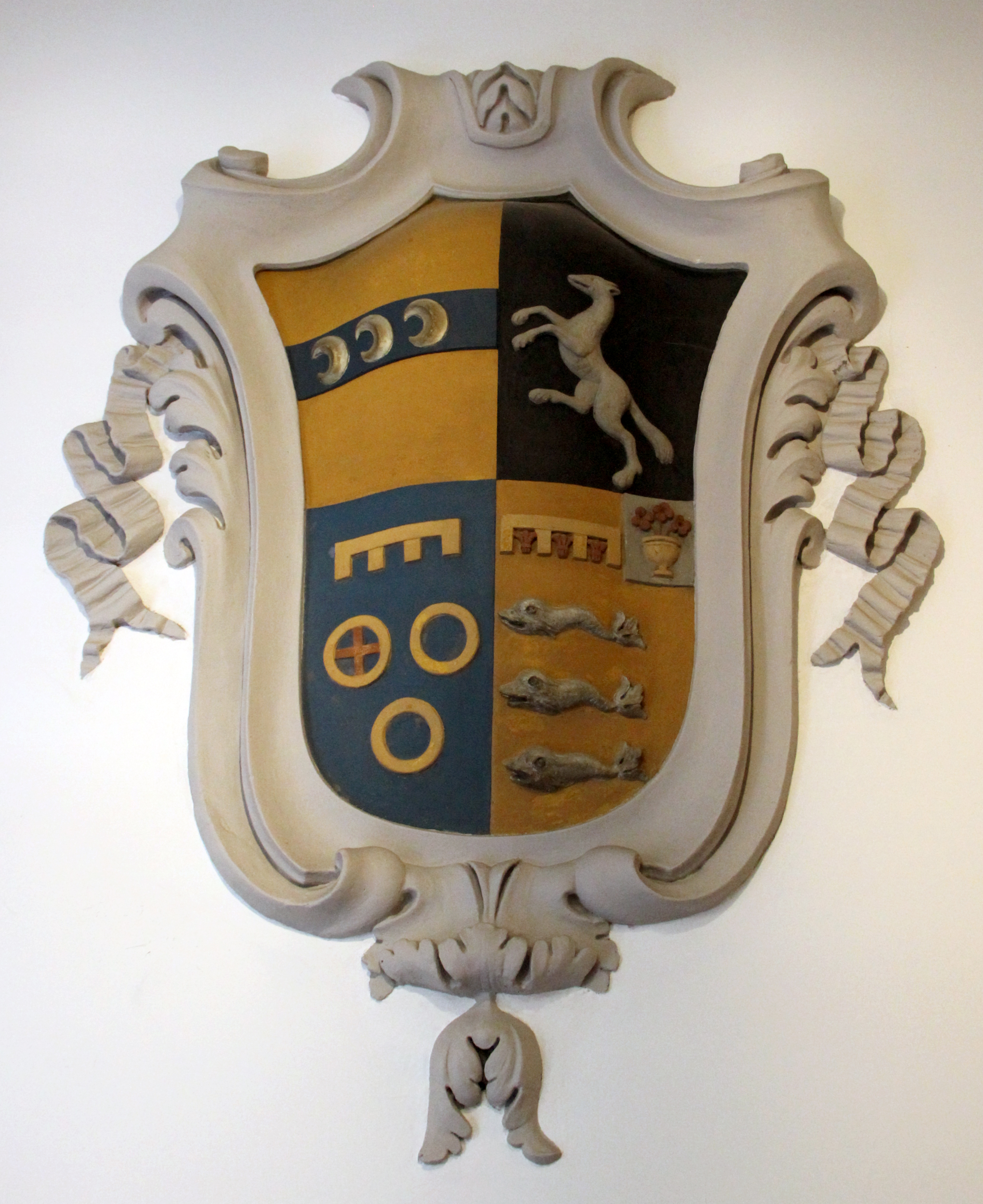
Stemma inquartato Strozzi-Altoviti-Cerchi-Pandolfini, dal distrutto salone, oggi nell'androne

Essi fecero dare l'inizio ai lavori verso il 1450, vivo ancora Palla Novello (morì nel 1455), con una prima conclusione entro il 1469. Fondata solo su qualche elemento stilistico è l'attribuzione del disegno d'insieme a Filippo Brunelleschi, o anche a Lorenzo Ghiberti; più verosimile è invece quella a Michelozzo, a cui viene riferita la facciata almeno nella parte inferiore, dove si riscontra un rustico bugnato in pietra forte irregolare. Non deve trarre in inganno la sporgenza digradante verso l'alto che ricorda palazzo Medici-Riccardi, in quanto frutto di interventi graduali nei secoli, l'ultimo dei quali risalente all'Ottocento. Non è chiaro quando Michelozzo avrebbe lavorato al palazzo, se prima o dopo il grande palazzo per i Medici; in ogni caso questo palazzo sembra suggerire un linguaggio architettonico ancora in via di formazione, con l'assenza di elementi quali la panca di via e la distribuzione regolare delle finestre al pian terreno. A lui è attribuito anche il cortile interno, realizzato verso tra il 1451 e il 1469. L'assenza però di documentazione sulla presenza di un architetto ha fatto pensare che i committenti si affidassero semplicemente a degli scalpellini che lavoravano a imitazione di illustri modelli esistenti, primo fra tutti palazzo Medici: a ciò sarebbero da imputare alcune semplificazioni, come l'assenza di modanature di raccordo tra le bugne e le aperture di portali e finestre, oppure nelle incertezze che si vedono nel paramento tra piano terra e primo piano, che sembrano suggerire un aumento dell'altezza deciso dopo una sospensione dei lavori. 
Nel libro di ricordi di Carlo di Giovanni Strozzi sono documentati varie difficultà del cantiere, quali i difficili rapporti di vicinato coi Davanzati (fu necessario che gli Strozzi acquistassero un vicoletto che separava le loro proprietà e fu stabilito che non potessero gettarvi liquami) o l'acquisto solo nel 1478 di una casa contigua alla chiesa di Santa Maria degli Ughi, che ostacolava il completamento della facciata, probabilmente dal primo piano. 
Il primo piano, come le bifore e le bozze più lisce e regolari, è invece attribuito a Giuliano da Maiano, che vi avrebbe lavorato dal 1478: il cambio di stile al di sotto della cornice marcapiano fa infatti pensare a un repentino cambio di progetto, confrontabile con quello di palazzo Spannocchi a Siena. La parte superiore ricorda anche le geometrie usate da Bernardo Rossellino su progetto di Leon Battista Alberti a palazzo Rucellai. Anche queste attribuzioni non sono tuttavia suffragate da documenti, in cui compare solo quello dello scalpellatore Biagio di Simone del Ricchio e dei suoi figli: ad esempio i capitelli delle colonnine delle bifore appaiono come un'imitazione di quelli disegnati da Giuliano da Maiano, con gli elementi vegetali meno sporgenti e più rigidi. Non è inverosimile che anche in questa seconda fase edificativa gli Strozzi si affidarono non a un architetto, ma a bravi scalpellini che guardarono ad altri illustri modelli.
Alla morte di Agnolo Strozzi, il palazzo passò a suo fratello Carlo, che iniziò una frammentazione della proprietà con altri familieri. Una volta completo il palazzo era molto grande e occupava infatti un intero isolato, con ben 121 stanze. 
Nella prima metà del Cinquecento Carlo di Giovanni Strozzi ebbe un controversia col suo parente e Agnolo di Bernardo Strozzi, per l'apertura non autorizzata di quest'ultimo di finestre in facciata, probabilmente quelle del mezzanino. Nel 1533 un disegno attribuito a Baccio d'Agnolo mostra il progetto di ampliamento e regolarizzazione dell'intera piazza Strozzi, con un allungamento di Santa Maria degli Ughi (non realizzato) a spese di tre finestre sulla facciata laterale del palazzo dello Strozzino. A quella data comunque il palazzo era rimasto incompiuto, con la sola facciata occidentale fino all'angolo e senza l'ultimo piano. Si sa che nell'Ottocento Filippo Giuseppe Strozzi, ultimo del suo ramo, fece ammodernare il palazzo e la chiesa di Santa Maria. 
Con l'estinzione della sua famiglia, il palazzo passò ai Sanminiatelli e ai Landi, per poi venire espropriato e passare di nuovo ad altri proprietari. In questo periodo venne realizzato anche il secondo piano, con il bugnato appena accennato per sottolineare il digradare della facciata verso l'alto come in altri famosi palazzi fiorentini, soprattutto guardando al vicino palazzo Strozzi.
Con i lavori del Risanamento di Firenze (in questa zona 1893-1895 circa) l'area venne profondamente stravolta. Il palazzo venne parzialmente privato di una fetta per l'allargamento di via degli Anselmi e di una porzione sul retro per la creazione ex novo di un nuovo tratto di via de' Sassetti. Si procedette quindi all'abbattimento dei volumi prospettanti sul chiasso di piazza Marmora e verso via Porta Rossa in modo da realizzare l'attuale piazza de' Davanzati.

### Il cinema Odeon

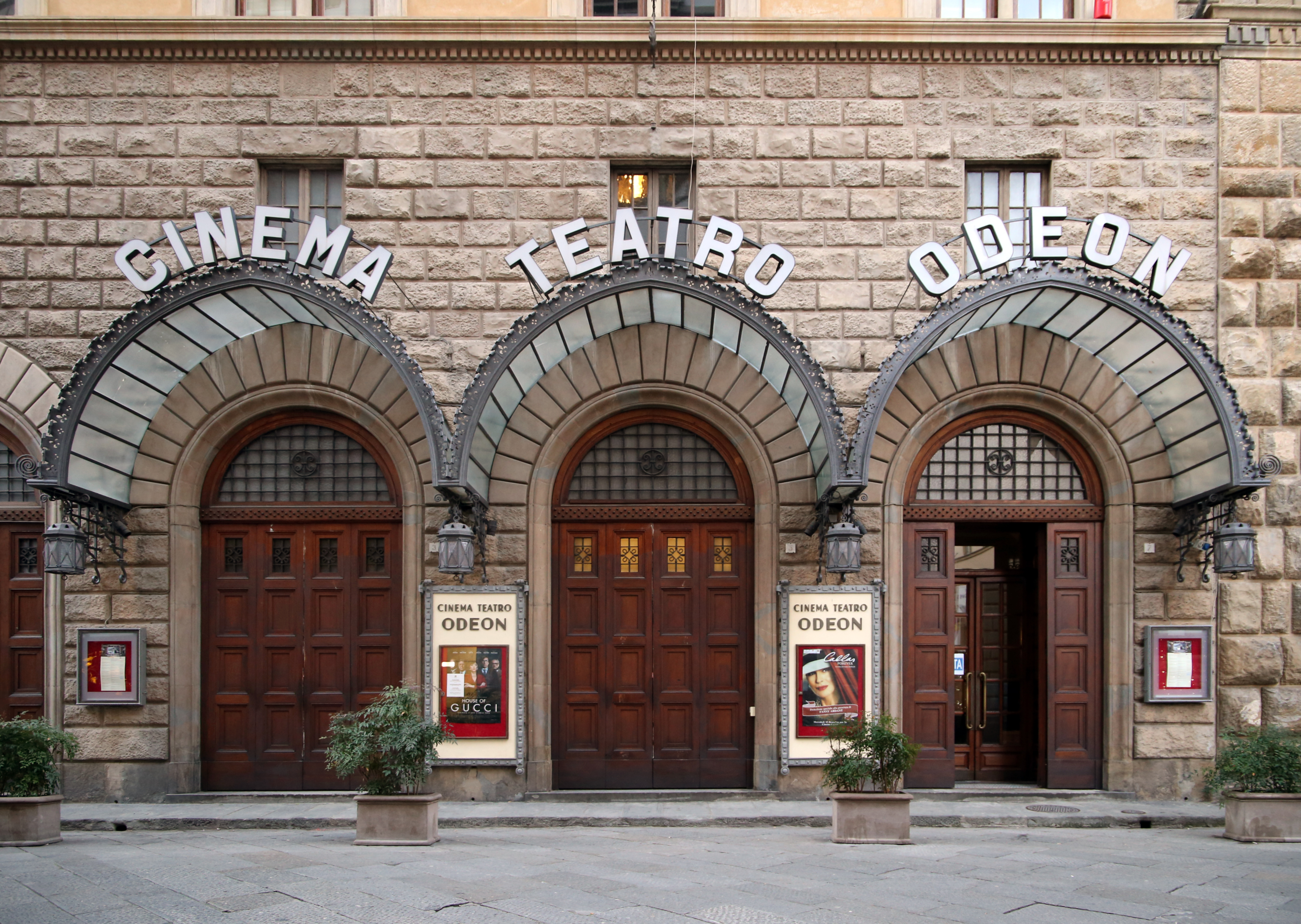
Ingresso del cinema Odeon

All'inizio del nuovo secolo il palazzo era in stato di abbandono, privo dei muri perimetrali su più lati ed era in attesa di una sistemazione decorosa. Il Comune lo mise all'asta vendendolo nel 1904. Attorno al 1914 venne messo a punto dall'architetto Adolfo Coppedè un progetto di radicale ridistribuzione degli spazi interni e di trasformazione del palazzo in teatro, e forse avviati i lavori (con ulteriori demolizioni), subito comunque interrotti a causa della prima guerra mondiale. Negli anni venti del Novecento, acquistato dal Sindacato Immobiliare Toscano (1919) e in sintonia con quanto già iniziato, il palazzo fu riadattato a teatro dall'architetto Marcello Piacentini con la collaborazione dell'architetto Ghino Venturi (cinema teatro Savoia, poi Odeon). L'intervento, attuato tra il 1920 e il 1922, portò alle realizzazione delle ulteriori facciate in stile quattrocentesco sua via degli Anselmi e su via dei Sassetti. 
Il progetto, che oltre al cinema-teatro e al locale da ballo, prevedeva due piani di appartamenti per uffici e usufruiva dei muri perimetrali del palazzo, ripristinati in stile neorinascimentale. Nell'occasione vennero ridisegnate due facciate e su uno spigolo venne posta una lanterna a forma di tempietto circolare con nudi efebici in bronzo, opera dello scultore Bernardo Marescalchi.
Celebrato negli articoli dell'epoca come un modello di "mirabile armonia" tra struttura architettonica generale e funzione, e celebre per la modernità e gli accorgimenti tecnici, oggi il cinema-teatro è considerato l'unico esempio nel panorama artistico cittadino degli anni 1920, "capace di attirare, riassumere ed esaurire in sé le sparute e più autentiche potenzialità dèco degli operatori fiorentini".
Pochi furono gli elementi antichi riutilizzati (alcune volte, peducci e colonne) nell'ingresso e nel foyer. Non si può non ricordare anche l'alto livello che il cinema teatro ha sempre mantenuto per quanto riguarda il suo cartellone (qui si sono esibiti tra l'altro Louis Armstrong, Ella Fitzgerald e Lionel Hampton), e che fino al 2022 ha mantenuto come cine-hall destinato alla proiezione di pellicole in lingua originale.

### Il Grande Albergo Diurno e vicende contemporanee

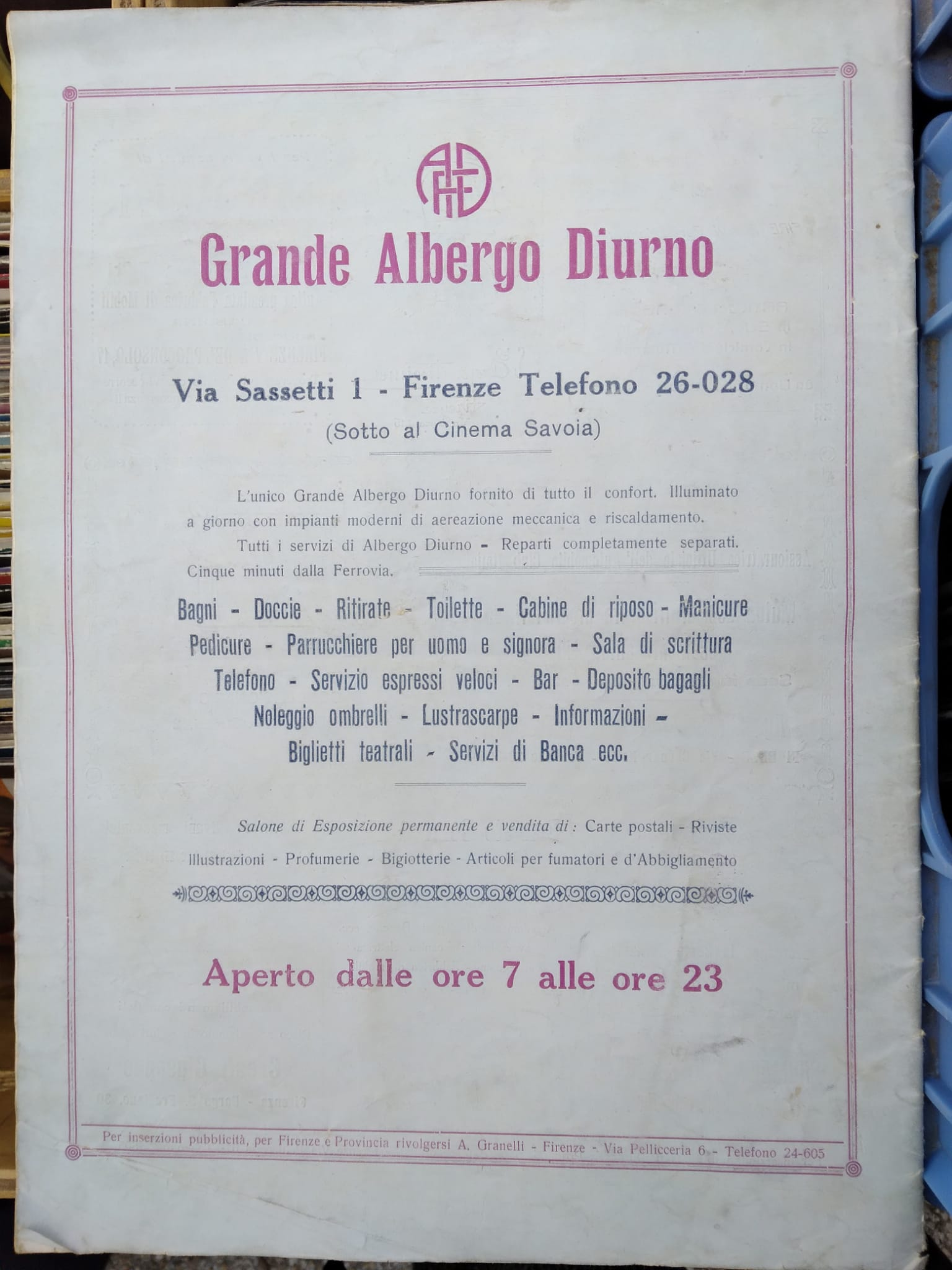
Locandina Grande Albergo Diurno

Poco dopo (1928), nei sotterranei, si realizzò su progetto dell'ingegnere Ugo Giovannozzi un diurno di lusso denominato "Grande Albergo Diurno FAD", con entrata da via Sassetti nr. 1. Aperto dalle 7 alle 23, di enorme metratura, era in realtà un vero e proprio centro commerciale dell'epoca dotato, oltre che di camere, di parruccherie, telefoni, servizi postali, bar, deposito bagagli, servizi bancari, nonché di altre attività commerciali.
Con la ristrutturazione del cinema, e con la caduta in disuso degli alberghi diurni, oramai resi superflui dalla velocità dei viaggi in treno o auto, tale spazio è stato dismesso. Negli anni successivi le aree sono state  - in parte - adibite ad altri fini; il sotterraneo ospita, fra le altre cose, il dancing denominato 8 Club e successivamente, previa ristrutturazione dell'architetto Enzo Somigli, Yab Yum (dal 1996 Yab). 
In un appartamento del palazzo, tra il 1937 e il 1940, ebbe sede lo studio tecnico che vedeva associati l'architetto Nello Baroni e il paesaggista Pietro Porcinai. 
L'edificio ha subito restauri nel 1938, nel 1951 e, a seguito dei danni provocati dall'alluvione del 1966, nel 1968. Attualmente hanno tra gli altri sede nella fabbrica con accesso da questo lato The British Institute of Florence e l'Istituto Lorenzo de' Medici. Oltre ai locali da spettacolo e agli uffici della Gestione Germani, il fabbricato ospita inoltre la Direzione compartimentale della coltivazione dei tabacchi e l'Assessorato allo sviluppo economico del Comune di Firenze.
Nel 2023, al termine di una ritrutturazione durata un paio d'anni, ha aperto nel cinema una liberia Giunti; al piano terra è stata smantellata la platea, mentre è stata mantenuta la galleria e il palco, con proiezioni cinematografiche serali.

## Descrizione

### Esterno

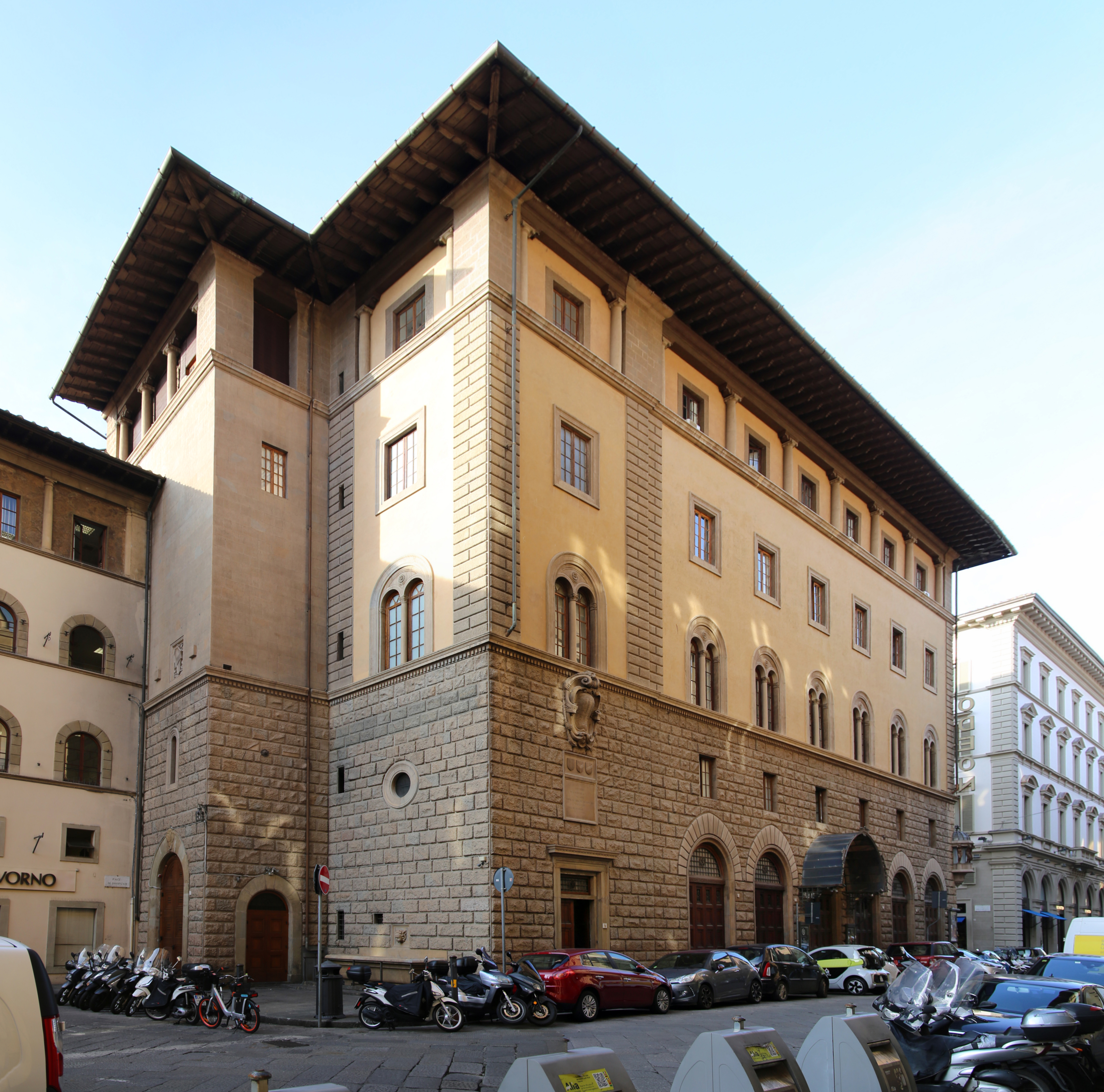
Lato via Sassetti-piazza Davanzati

Per quanto riguarda la facciata originale su piazza degli Strozzi, questa si presenta organizzata su tre alti piani, con al terreno tre porte che scandiscono la superficie con le possenti bozze di pietre e le numerose e più tarde finestre di varia dimensione. Vicino al portale destro si trova anche una buchetta del vino. I due piani superiori presentano sette assi di finestre bifore allineate su una fascia marcadavanzale a dentelli. Al centro della facciata è un grande scudo con il campo oramai illeggibile, pensato come sospeso a una mensola riccamente ornata. 
Il fronte su via degli Anselmi invece si caratterizza per una la voluta aderenza al disegno del fronte antico, pur non disdegnando inserti decorativi di pretto gusto Déco. Al terreno si succedono sei ampi archi, dei quali tre coronati da tettoie in ferro e vetro che seguono l'andamento curvo delle cornici in stile in bugne di pietra e sul quale è la scritta Cinema Teatro Odeon. In alto corona la fabbrica un loggiato a colonnine tamponato e quindi un'ampia gronda alla fiorentina. 
Sull'angolo tra via degli Anselmi e via de' Sassetti è una notevole lanterna sormontata dal giglio di Firenze e sorretta da sei figure di efebi nudi in gesso dipinto a imitazione del bronzo, opera datata al 1929 dello scultore Bernardo Morescalchi (restaurata nel 1991 da Gioia Germani). 
Su via dei Sassetti il fronte si presenta con un disegno in tutto simile a quello su via degli Anselmi. Al terreno si succedono i consueti archi dei quali uno (segnato dal numero 5 rosso) coronato da una tettoia in ferro e vetro che individua l'attuale accesso allo Yab. In alto corona la fabbrica un loggiato a colonnine tamponato e quindi un'ampia gronda alla fiorentina. In corrispondenza dell'ingresso al numero 1 (posto al limitare sinistro) è un grande ed elaborato scudo con il campo vuoto; al di sotto è una lapide che dice il palazzo costruito nel 1922 dal Sindacato Immobiliare Toscano e restaurato nel 1938: 
| COSTRVITO NEL MCMXXII A. PER CONTO DELLA S.A. SINDACATO IMMOBILIARE TOSCANO RESTAVRATO NEL MCMXXXVIII |

Per esteso: «Costruito nel MCMXXII per conto della Società Anonima Sindacato Immobiliare Toscano - Restaurato nel MCMXXXVIII»; vennero scalpellati via i riferimenti all'epoca fascista, che si intravedono appena: accanto alla prima data "I E. F." (primo anno dell'era fascista) e alla seconda "A. XVII E. F." (anno diciassettesimo dell'era fascista).
Su piazza Davanzati (frutto dell'aggiunta di Piacentini al primitivo impianto), è una fontana in forma di antica vasca nella risecatura e due stemmi decorativi.

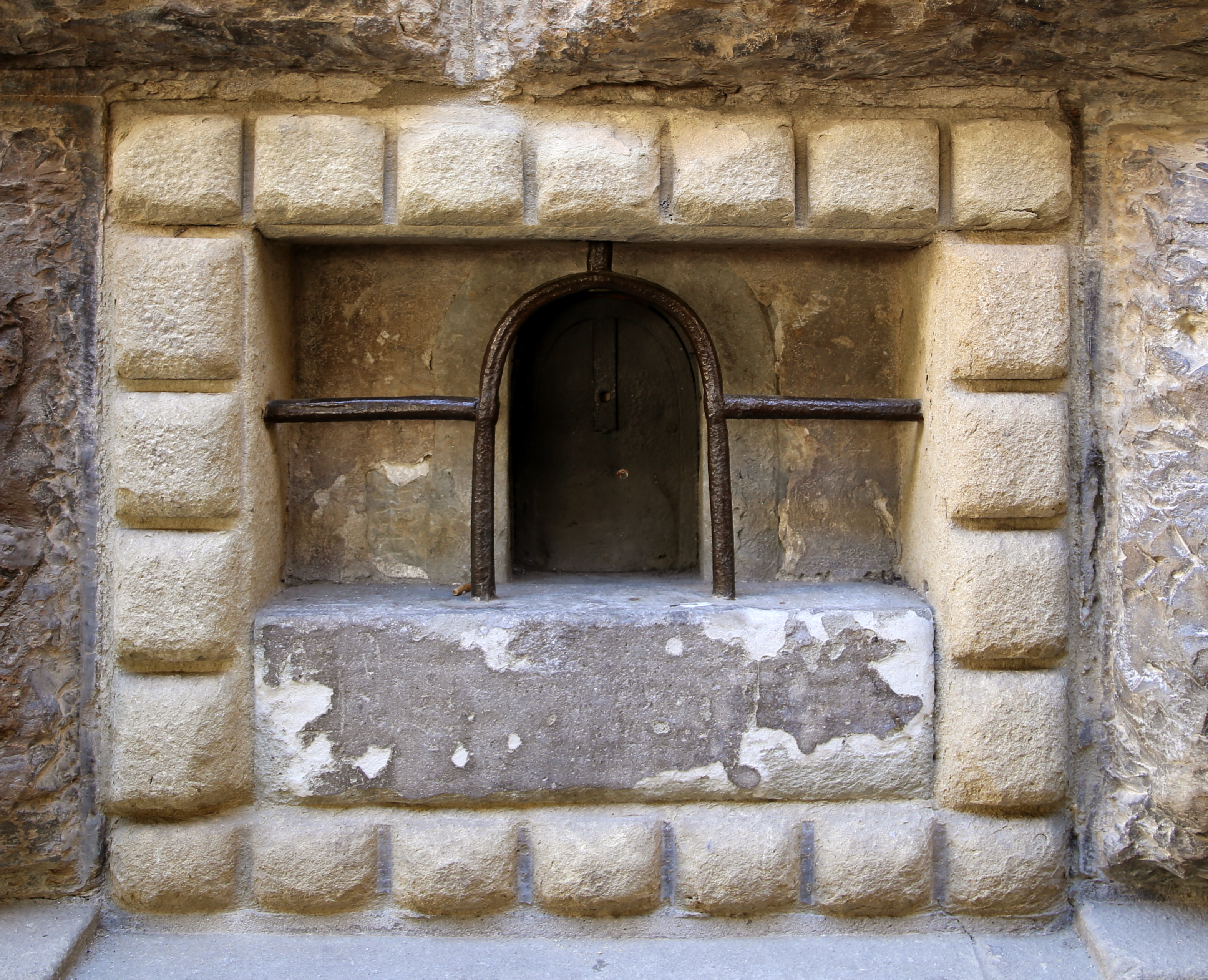
Buchetta del vino
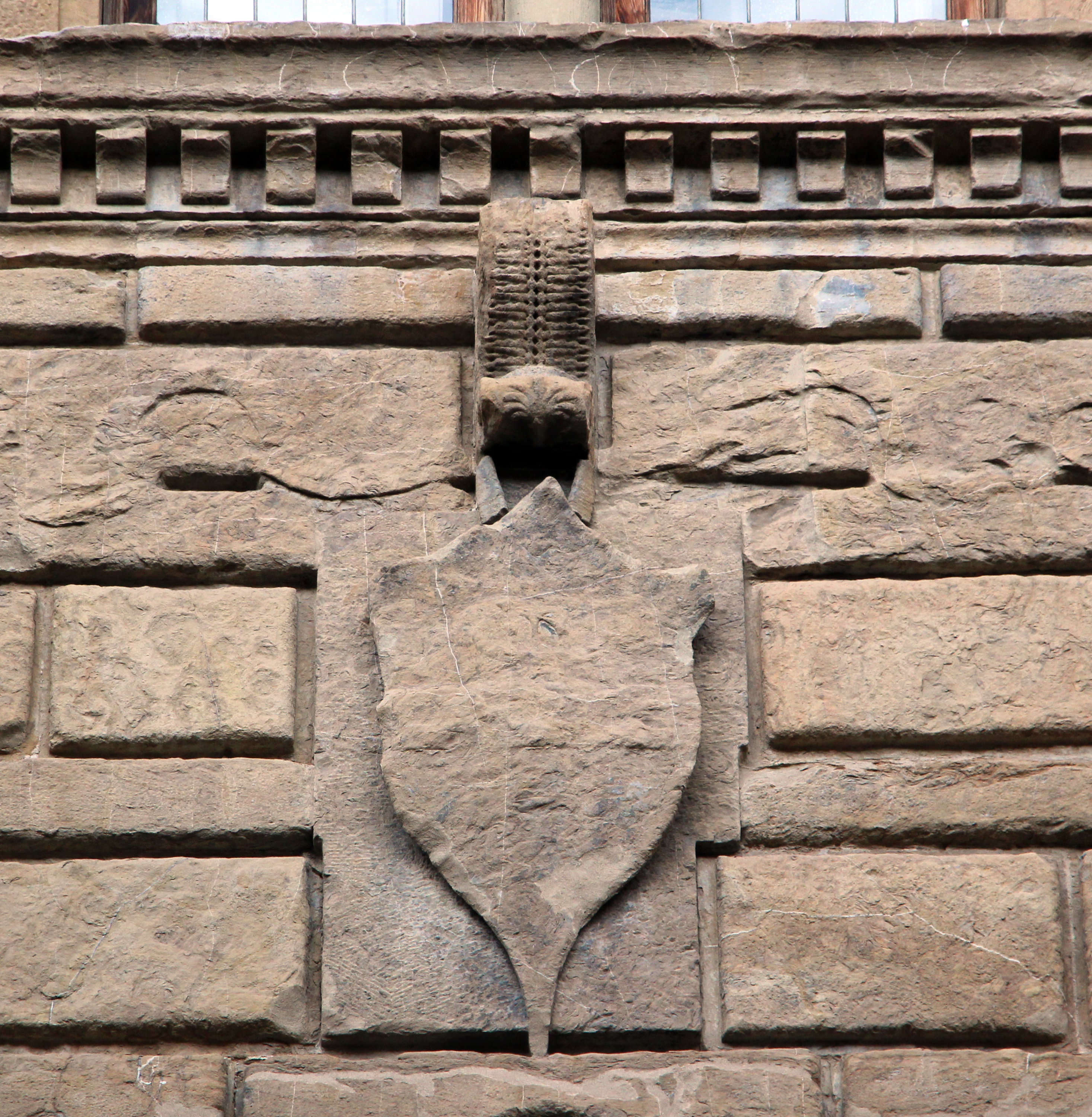
Stemma originale Strozzi (abraso)
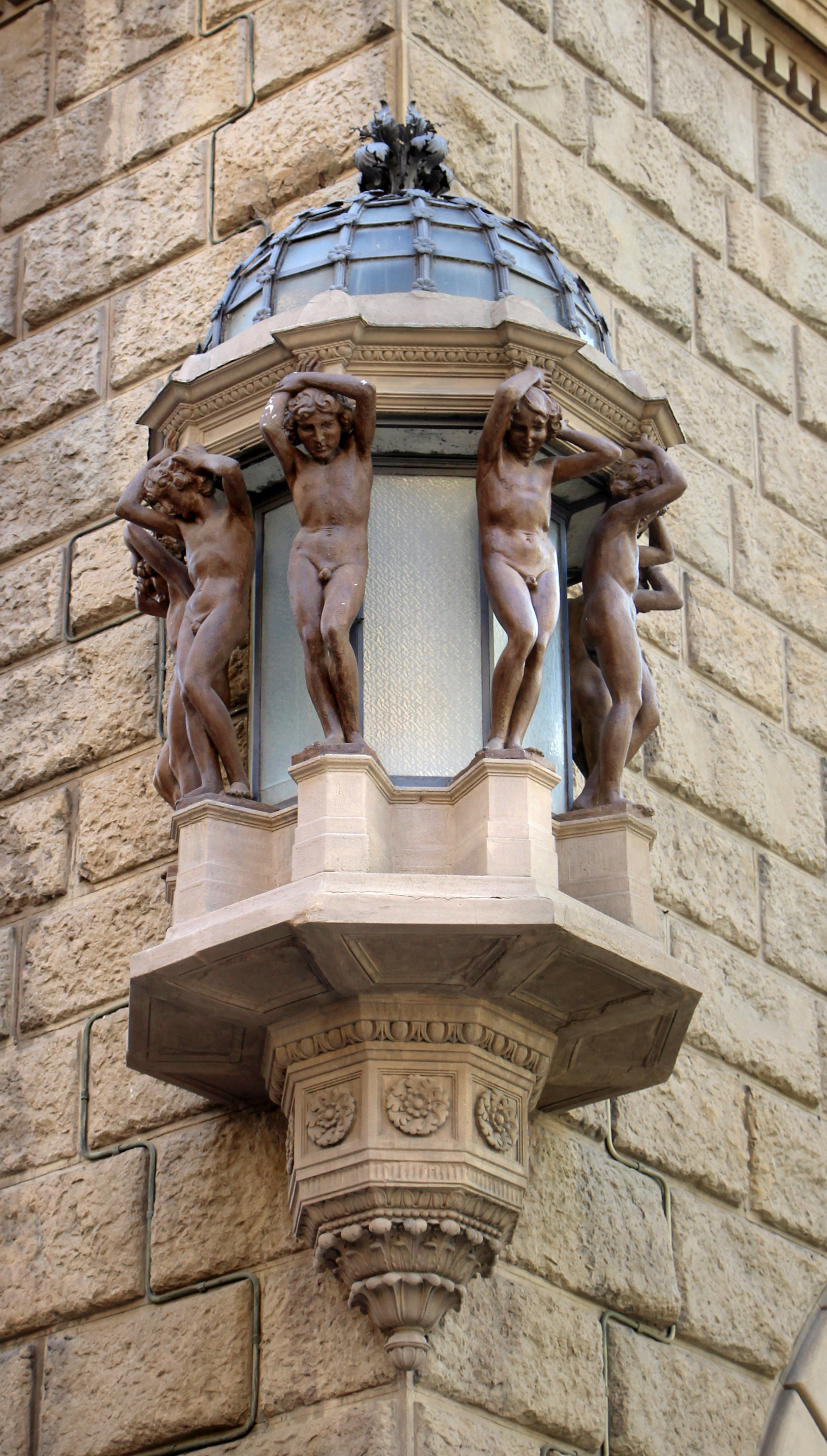
Bernardo Marescalchi, lanterna del teatro cinema Odeon, 1922 circa
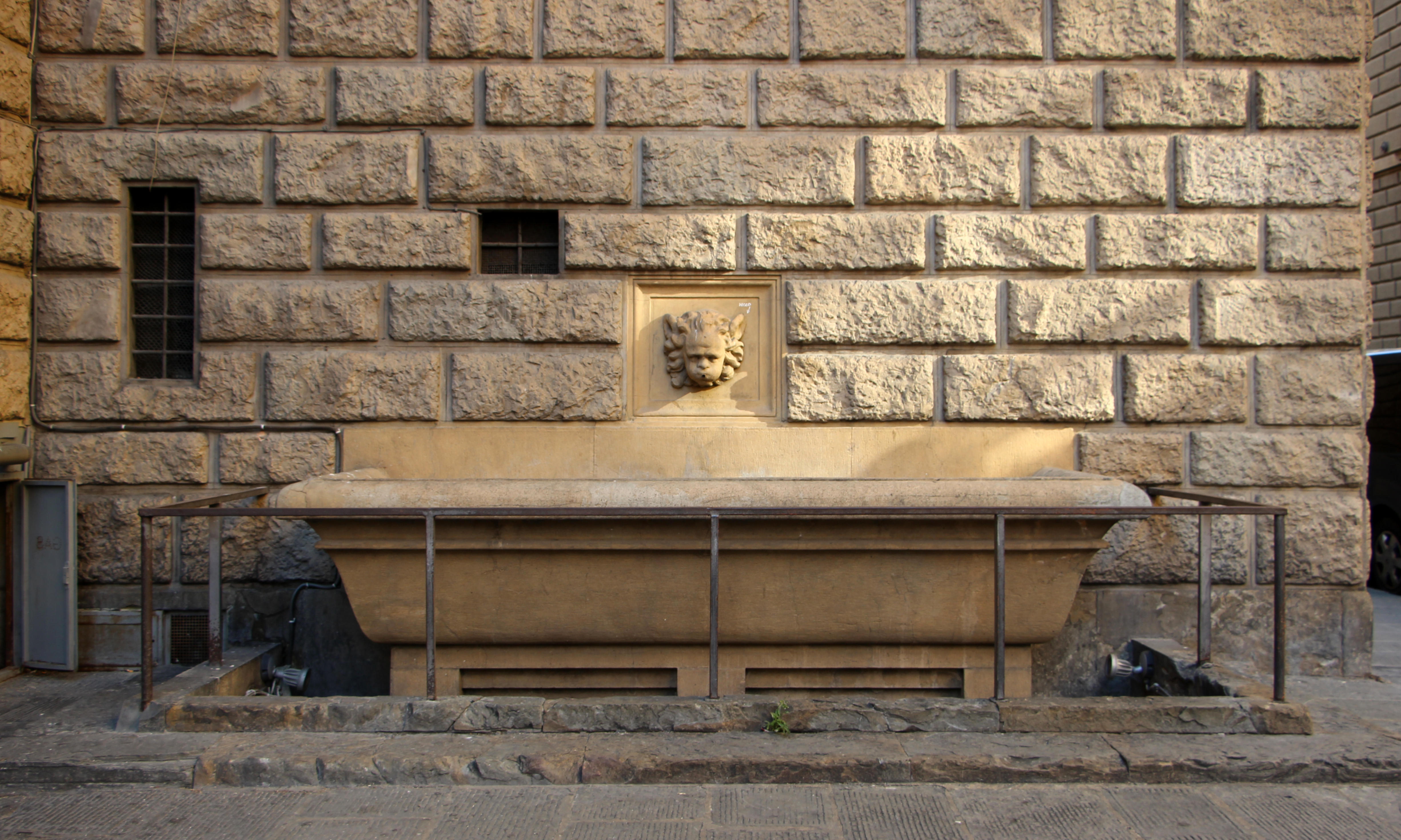
La fontana di Piacentini
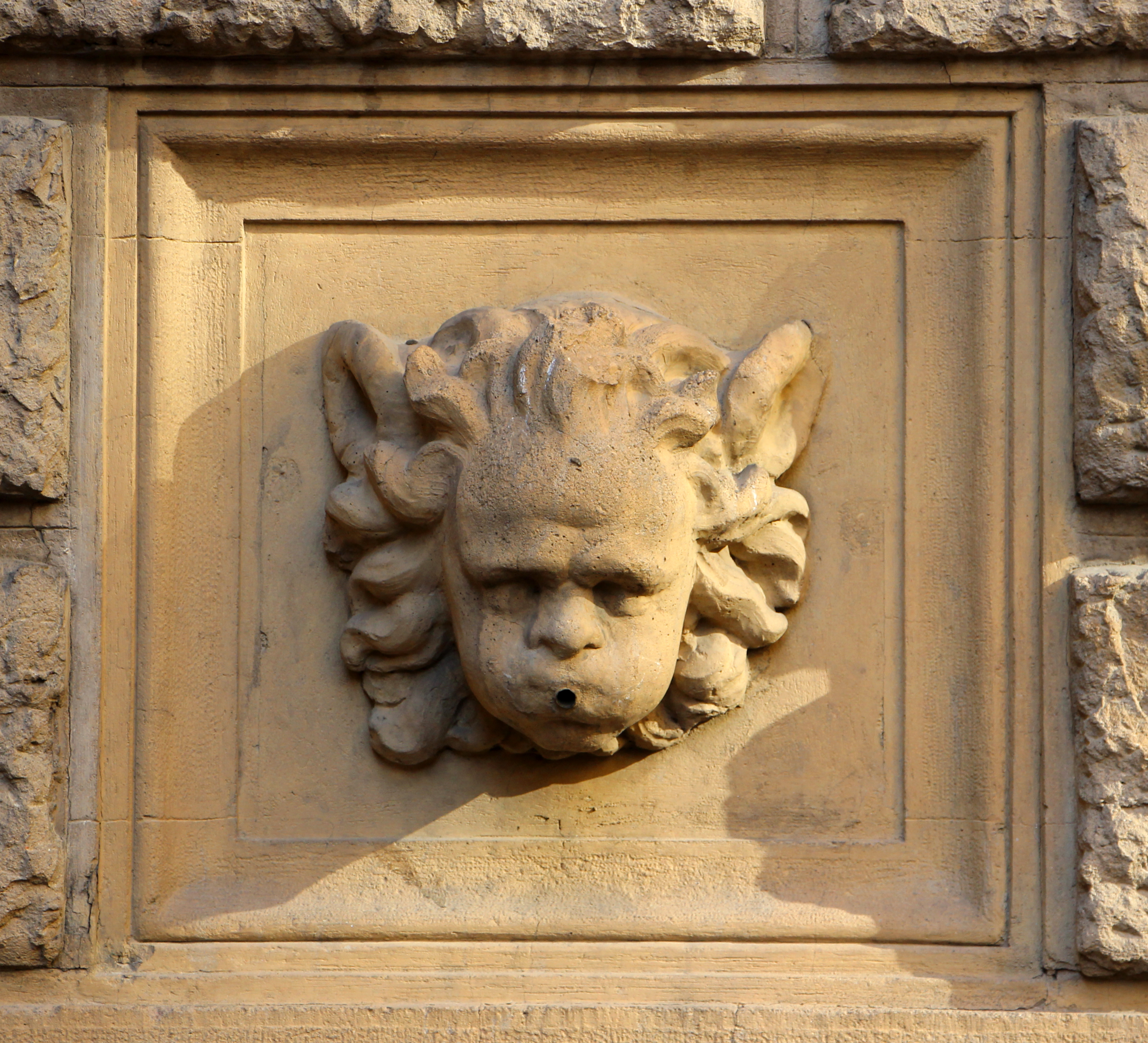
Mascherone
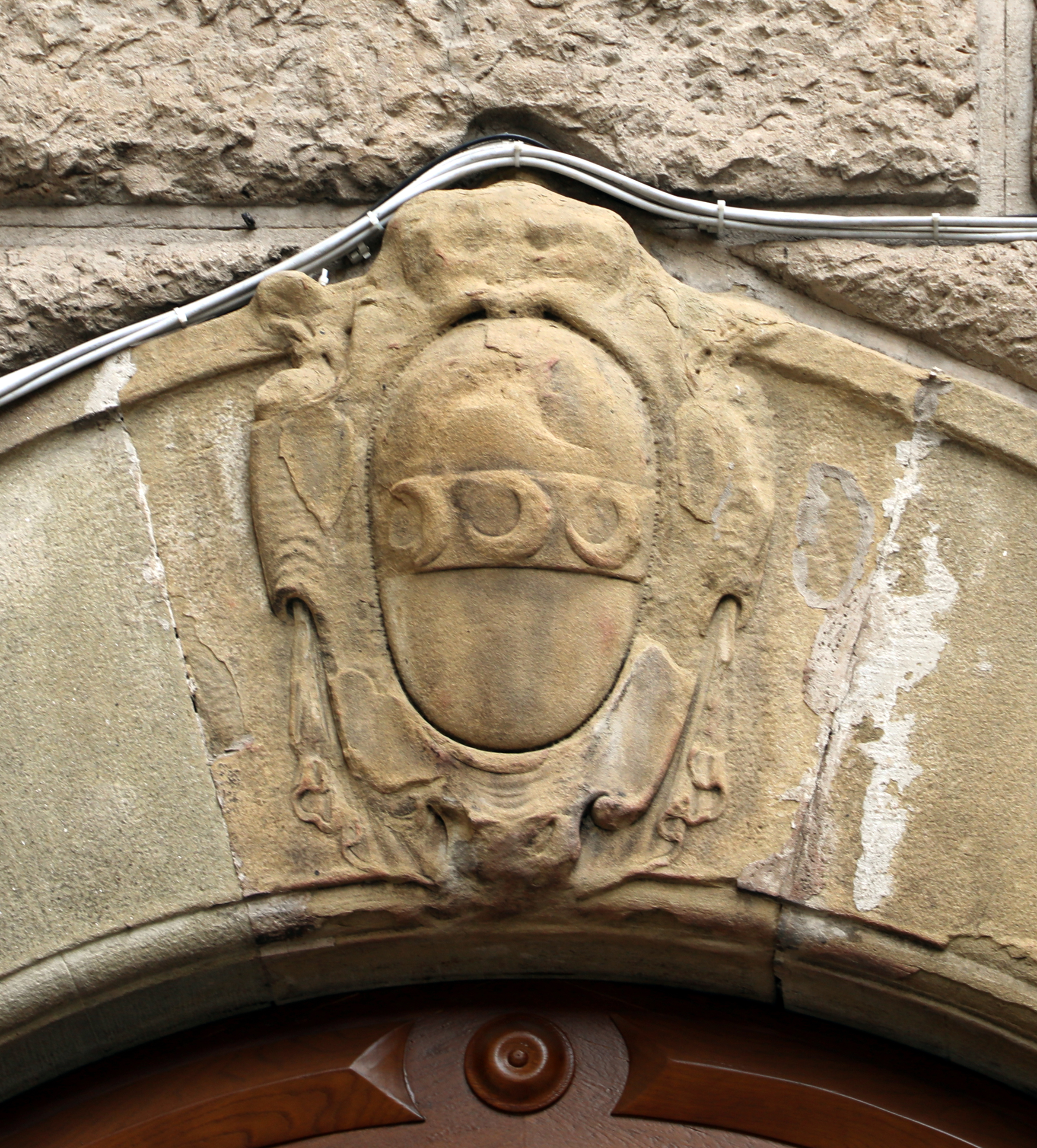
Stemma sul portale di piazza Davanzati, recuperato dal vecchio edificio

### Interno

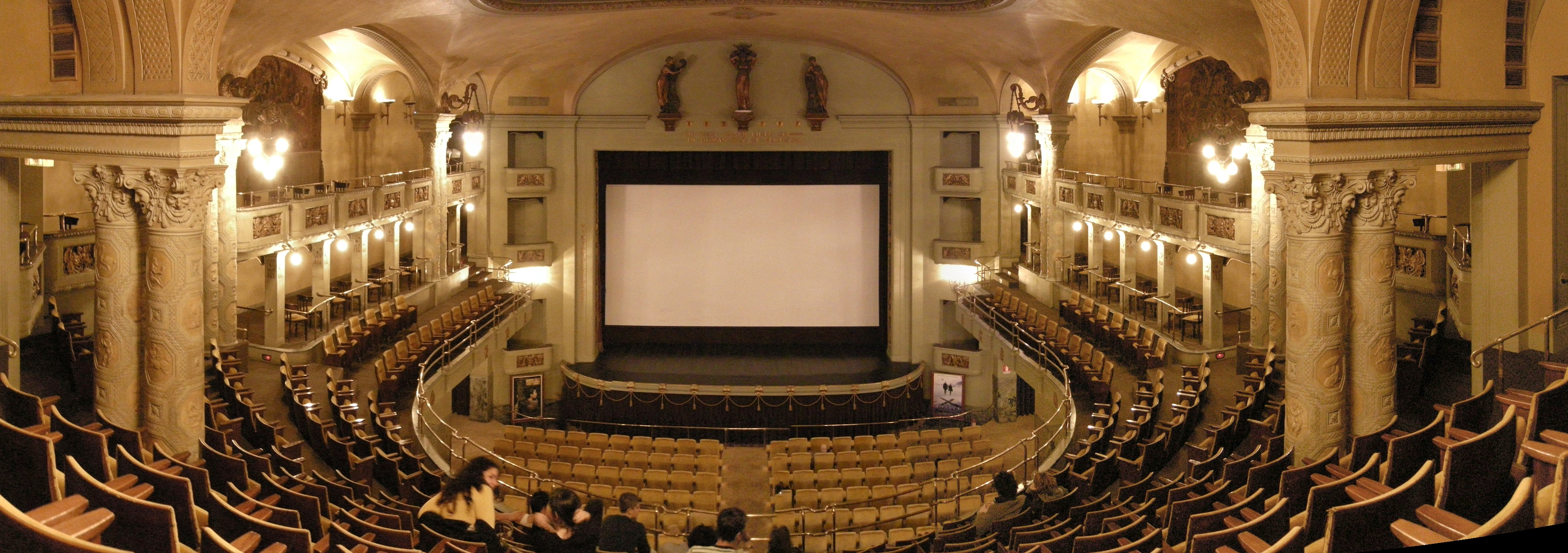
Cinema Odeon

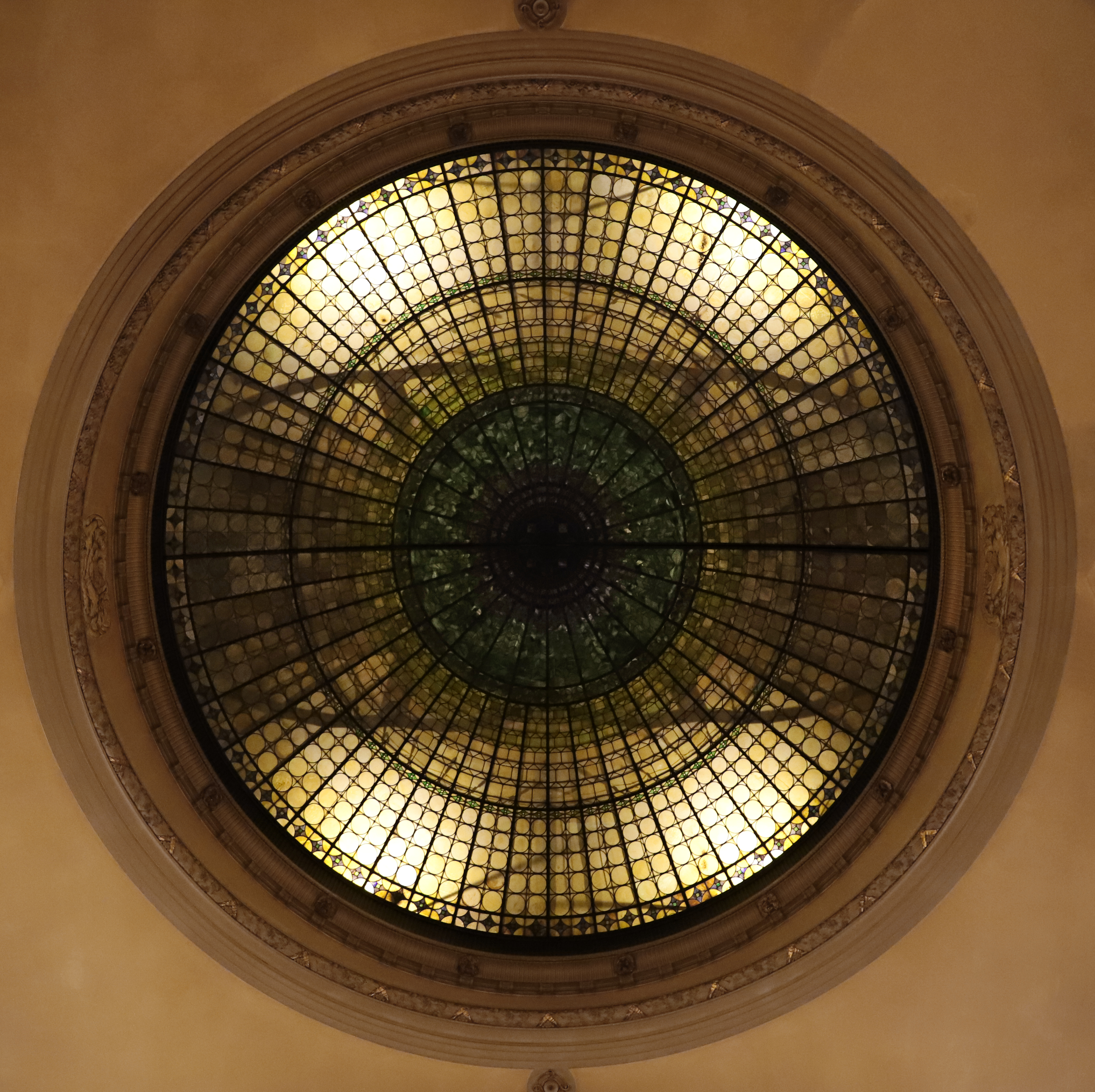
La cupola

L'interno del cinematografo, che occupa il piano terreno, il mezzanino e parte del primo piano, si caratterizza per la cura dei dettagli.
All'interno, un atrio-corridoio perimetrale filtra l'accesso alla sala da spettacolo. L'ingresso al cinema avviene da via degli Anselmi, mentre il portone centrale su via dei Sassetti immette nello scalone per la discesa nel sottosuolo. Dalla piazza Strozzi si accede invece al corridoio colonnato coperto con volte a vela, che costituisce il settore originale del palazzo dello Strozzino. Da via degli Anselmi si accede infine all'atrio rettangolare ornato da due fontane e con al centro il bancone della biglietteria con coronamento in legno intagliato da Umberto Bartoli, originale dell'epoca. Alle due testate sono collocati i banconi per il bar e si dipartono le due scalinate di collegamento con la galleria superiore.
Il grande vano per lo spettacolo, con platea a forma rettangolare e galleria a ferro di cavallo con palchetti laterali al secondo ordine, tenta una mediazione fra gli antichi organismi teatrali e i moderni luoghi di spettacolo cinematografico. Coperta da un grande velario cupoliforme centrale a vetri colorati opalescenti, opera di Francesco Mossmeyer, illuminato artificialmente e notevole anche per la soluzione tecnica che ne permette l'apertura in due calotte tramite un congegno elettrico, la sala presenta un ricchissimo apparato decorativo, frutto del lavoro di artisti e artigiani tra i più significativi del periodo, tra i quali Umberto Bartoli e Antonio Maraini per le sculture lignee, Giuseppe Gronchi per le figurazioni in stucco e Ezio Zalaffi per i ferri battuti. Vi spiccano gli stucchi bianchi e dorati delle colonne istoriate con placchette decorative, le tre Muse in legno dorato a coronamento del boccascena, i putti i festoni di palmette e le formelle centrali delle balaustre dei palchi, i due arazzi appesi sotto gli arconi laterali (di Matilde Festa, 1922) e la grande decorazione a stucco dorato sulla parete di fondo della galleria superiore, il prezioso telone in seta rosso cocciniglia e rosoni in lamina d'oro, dando vita ad un insieme prezioso e raffinato di ispirazione déco. La passamaneria originale delle poltroncine della sala, in velluto rosso, è stata rinnovata nel 1987 ed è attualmente in velluto giallo oro; sono originali le poltroncine in legno delle due gallerie del secondo ordine.
Il foyer del primo piano presenta una copertura a lacunari ornati di stucchi con segni zodiacali e si articola in uno spazio centrale più ampio ornato da una fontana, mentre un'alta zoccolatura in marmo venato decora le pareti. Qui le colonne e i capitelli sono stati recuperati dall'antico chiostro de palazzo.
I piani superiori, destinati ad uffici, si articolano intorno al grande invaso della sala cinematografica.

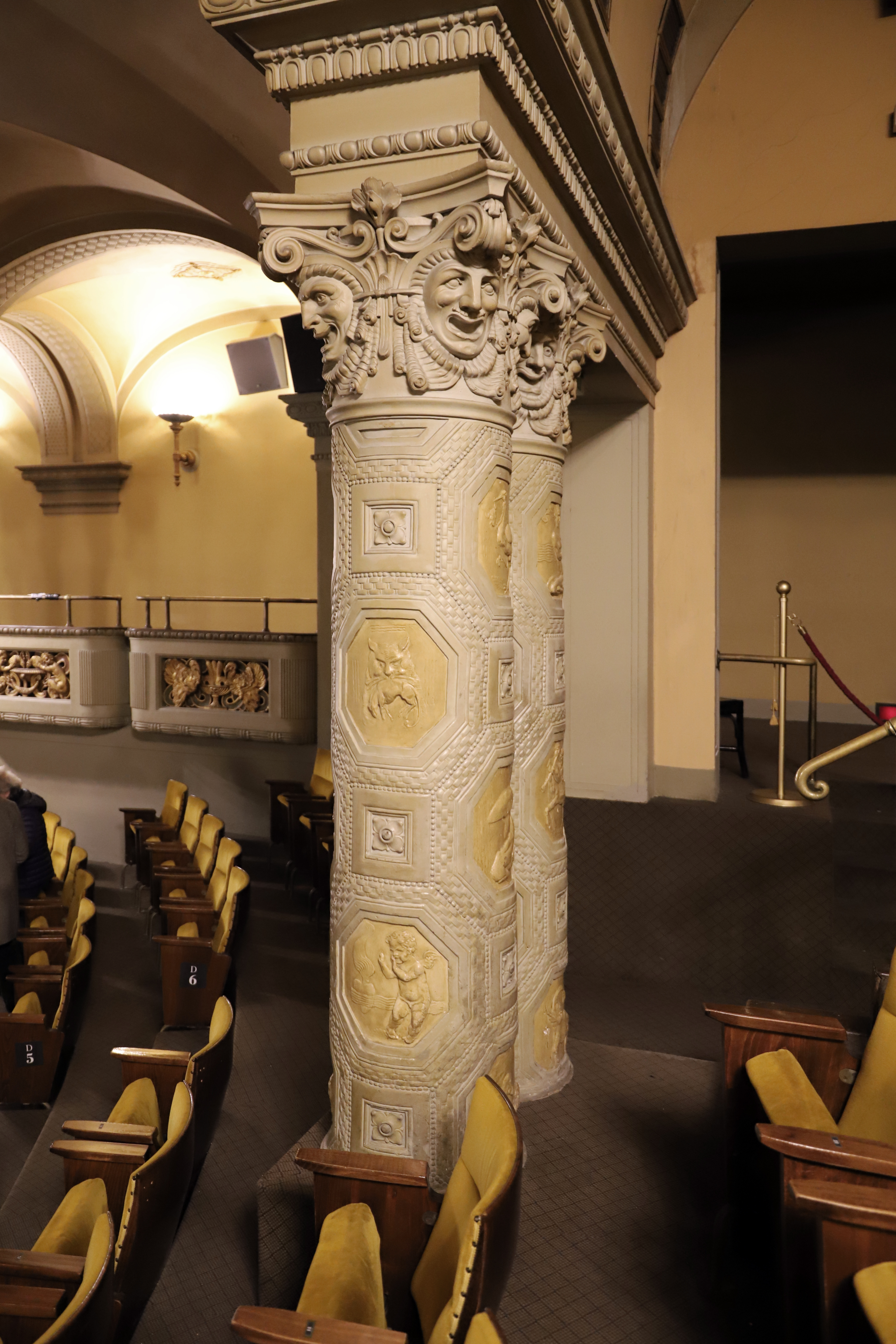
Colonne della galleria con stucchi
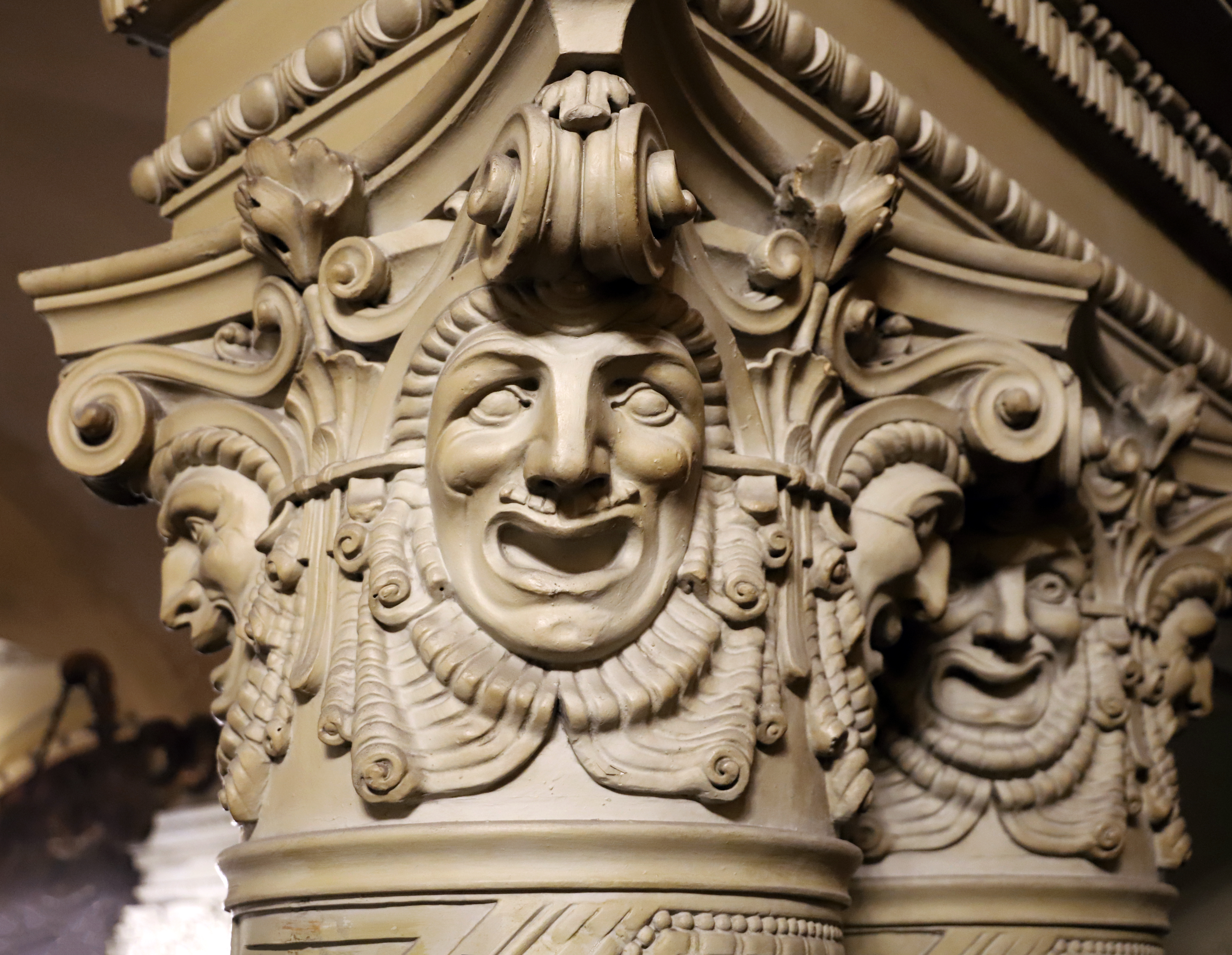
Capitello di Giuseppe Gronchi
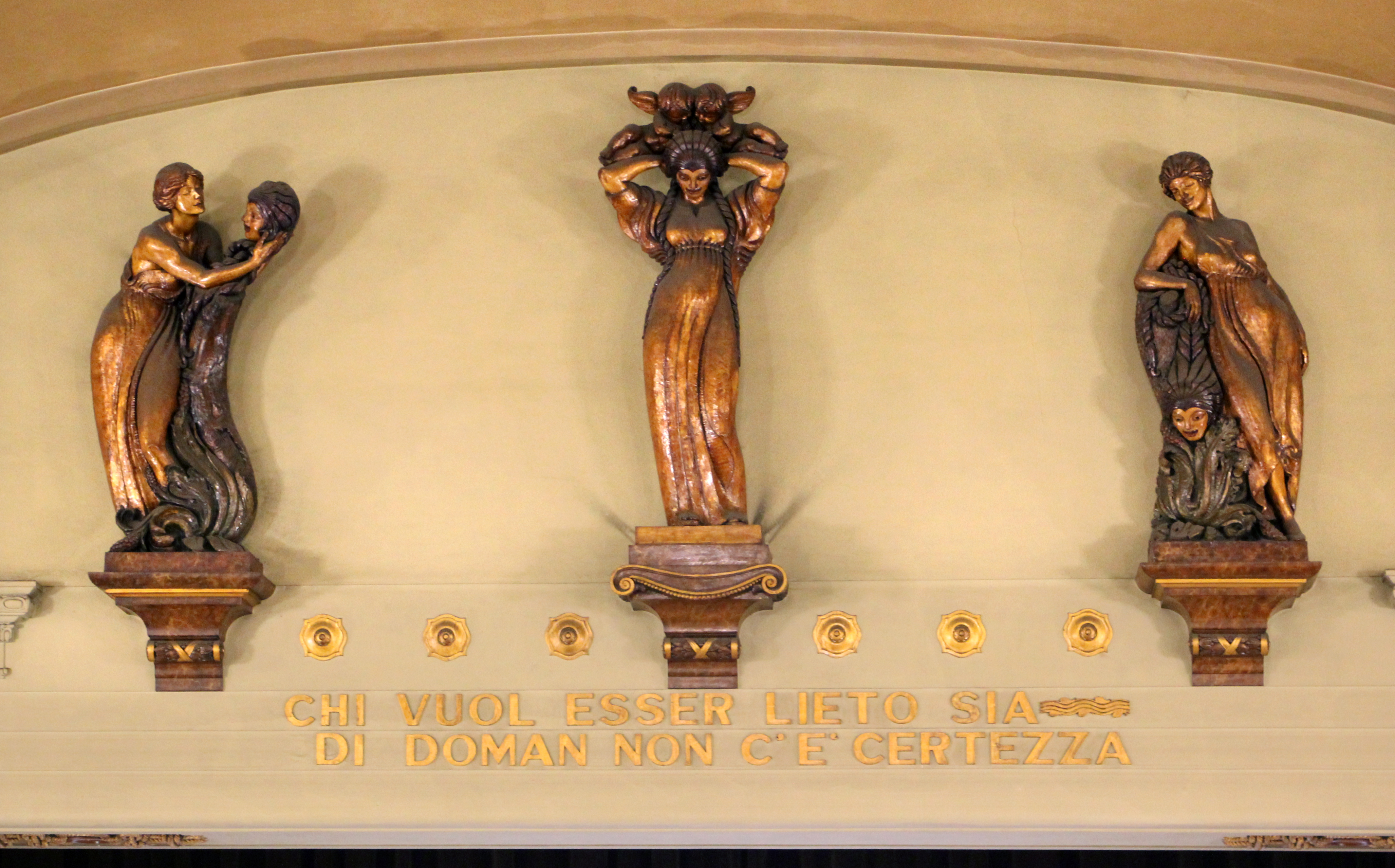
Le Muse di Antonio Maraini
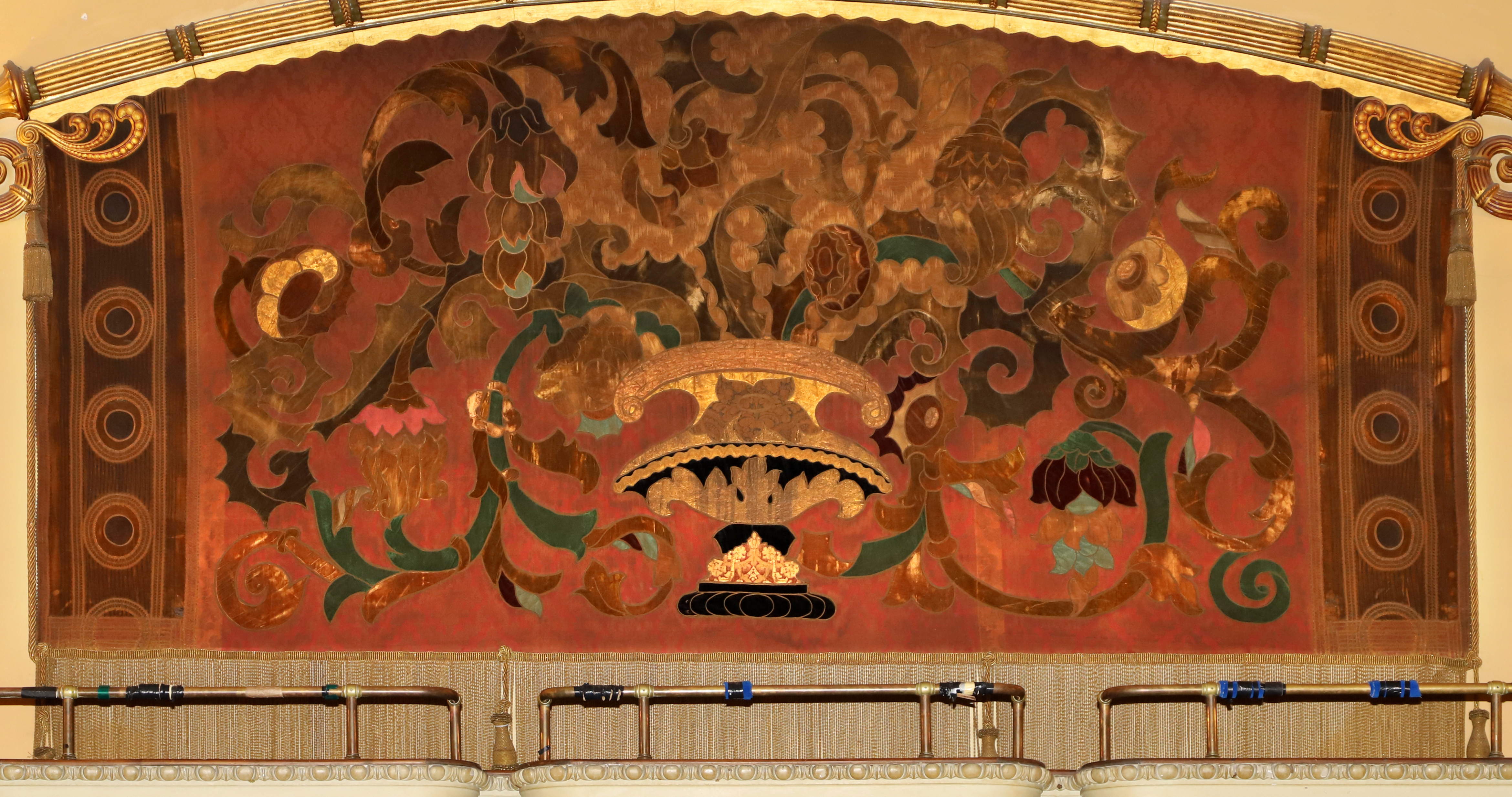
Uno degli arazzi di Matilde Festa Piacentini
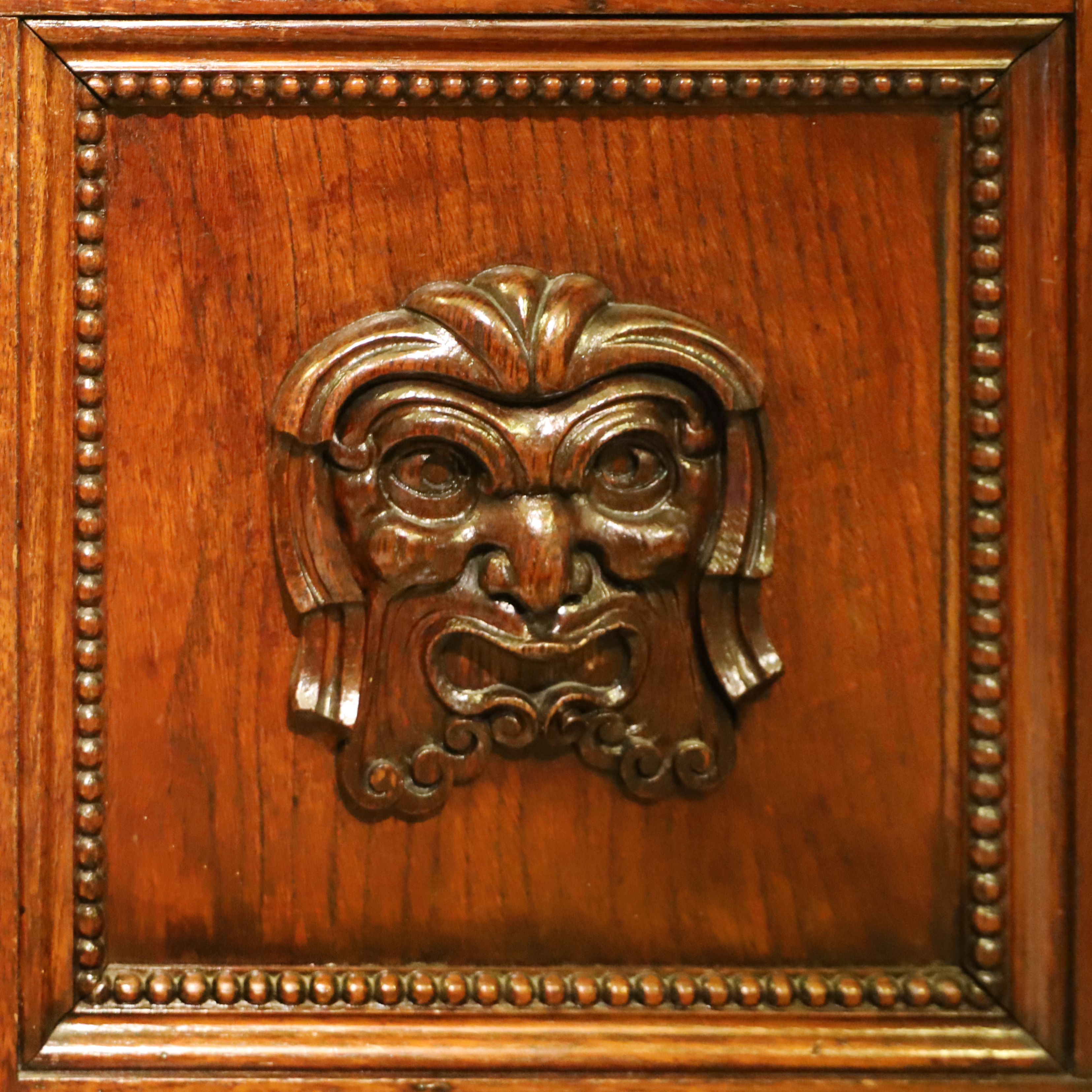
Decorazione del banco biglietteria
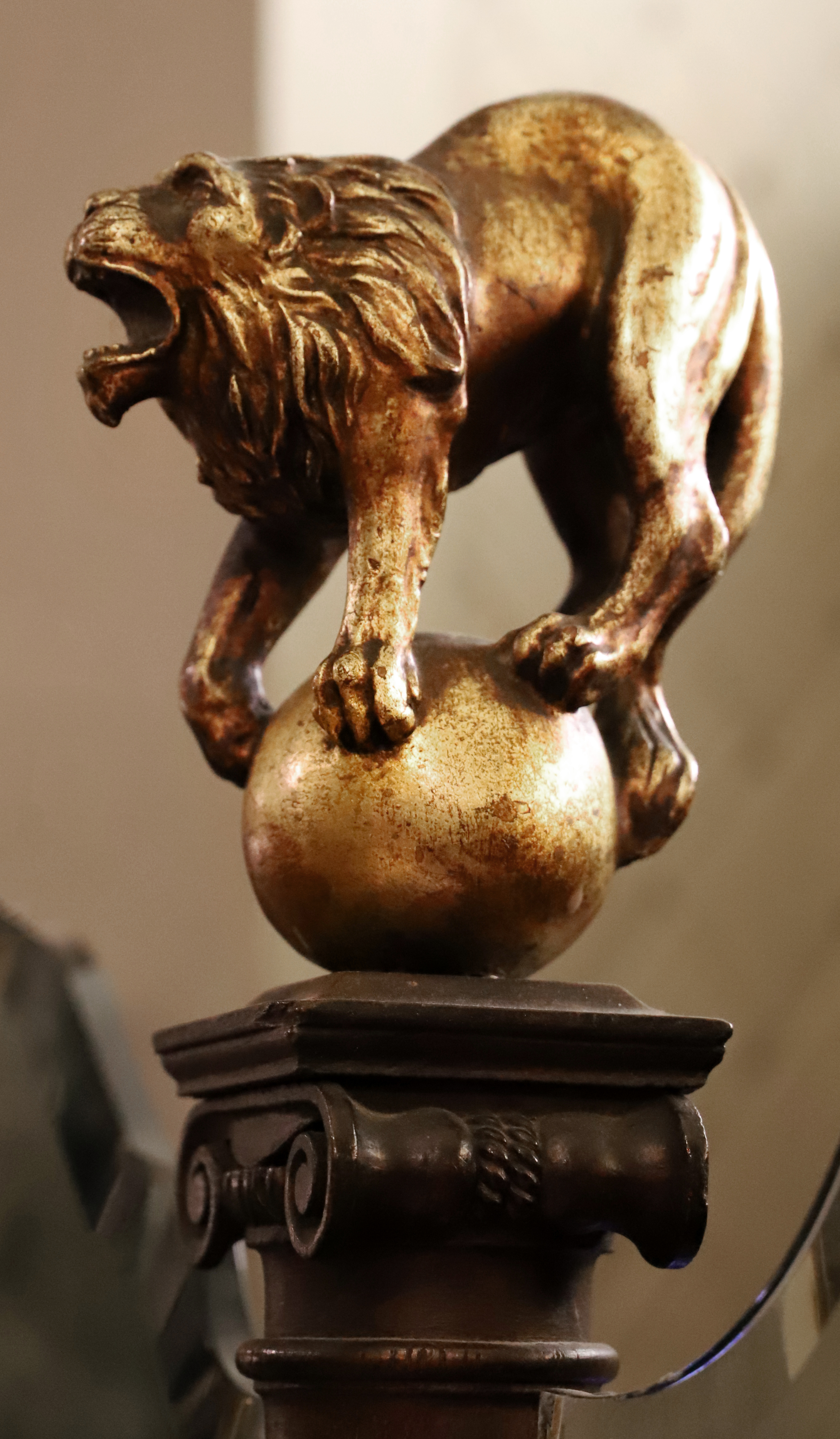
Decorazione del banco biglietteria

## Bibliografia

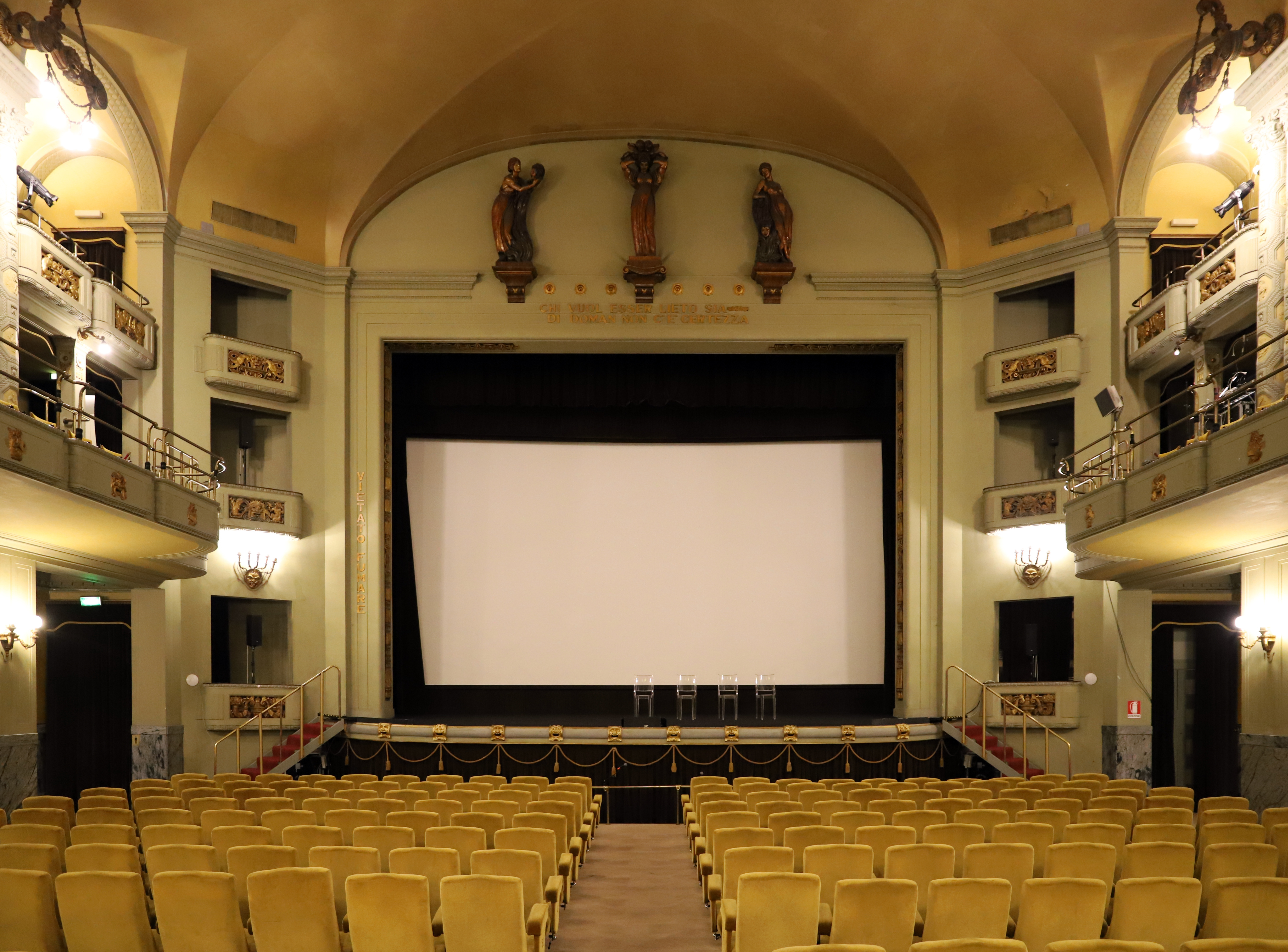
Schermo e palcoscenico del Cinema Odeon

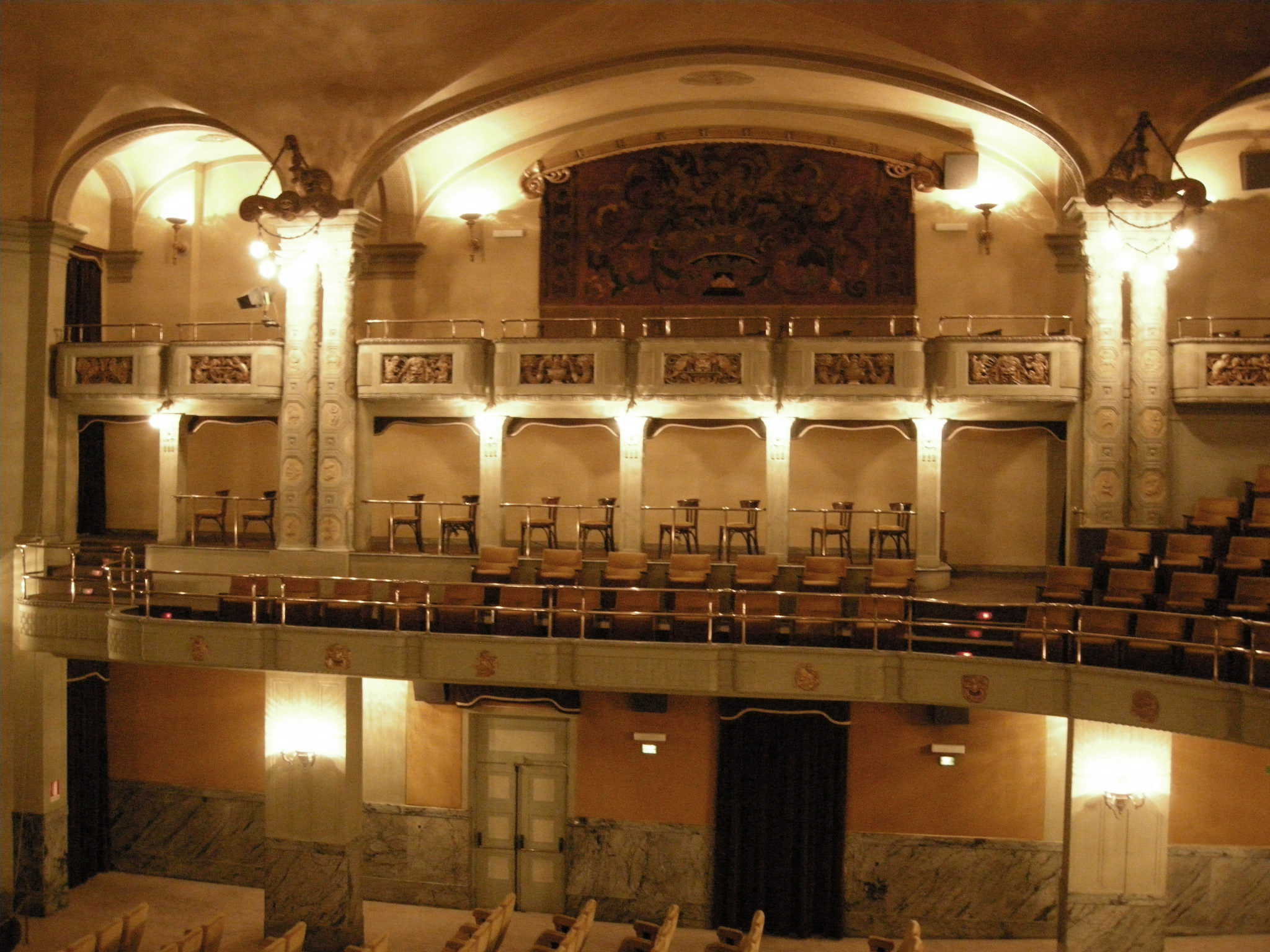
Galleria del Cinema Odeon

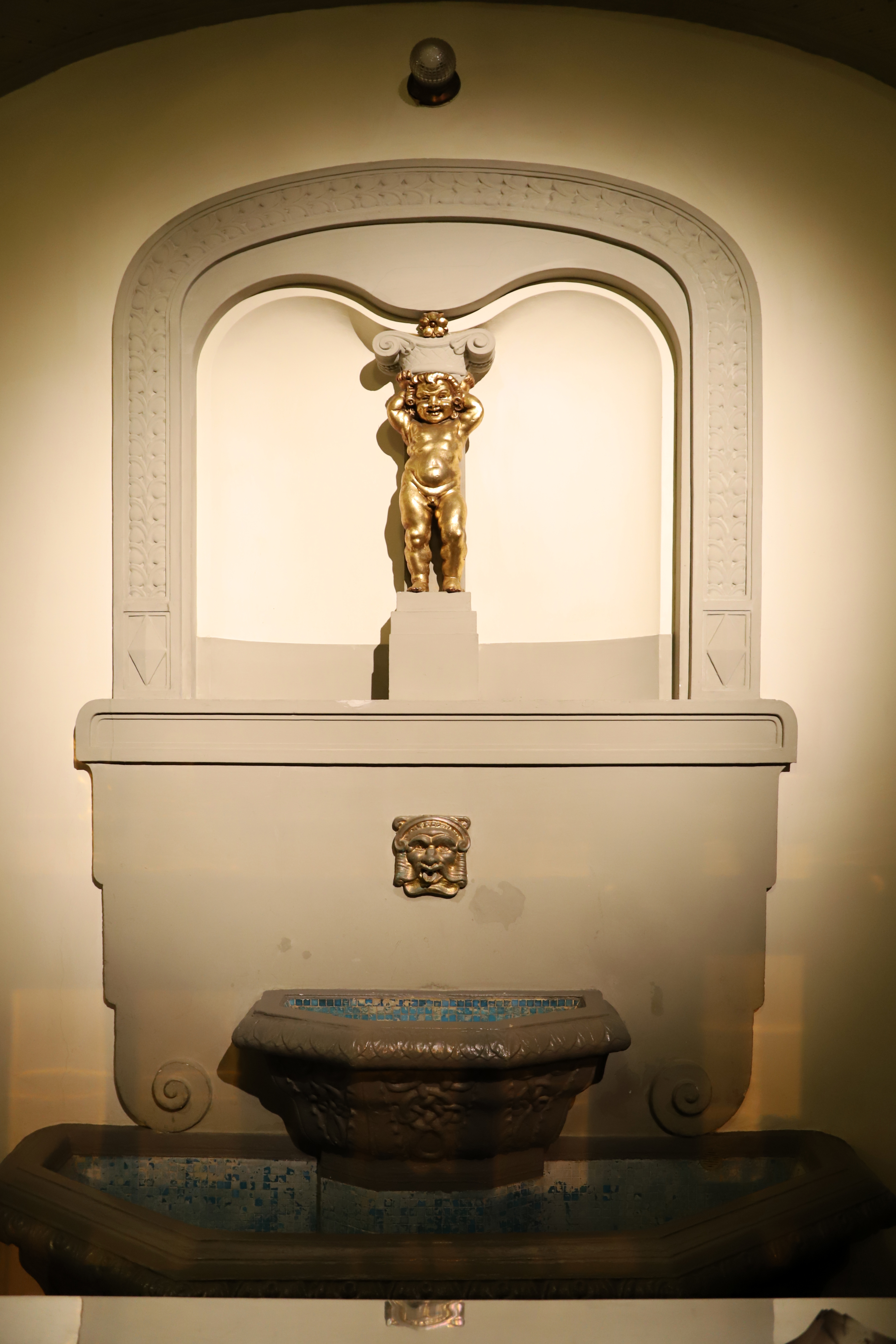
Fontana nel foyer